# 天风环佩
《天風環佩》，古琴曲，譜初見於明初的《神奇祕譜》，曲意為琴音的奧妙，有如神仙在天空乘風來去，雖然不能見到，卻可以聽到佩玉鏗鏘的聲音。

## 版本
收錄於《神奇祕譜》、《風宣玄品》、《西麓堂琴統》、《五音琴譜》、《琴書大全》、《藏春塢琴譜》、《義軒琴經》、《蘭田館琴譜》。